# Ophiochiton nereis
Ophiochiton nereis is een slangster uit de familie Ophiochitonidae.
De wetenschappelijke naam van de soort werd in 1883 gepubliceerd door Theodore Lyman.